# Brian Brinkley
Brian Brinkley (* 28. Dezember 1953 in Bedford) ist ein ehemaliger britischer Schwimmer. Bei den Olympischen Spielen 1976 in Montreal gewann er eine Bronzemedaille, im Jahr zuvor hatte er bei den Schwimmweltmeisterschaften 1975 eine Silber- und drei Bronzemedaillen erhalten.

## Karriere
Brian Brinkley schwamm für den Modernian Swimming Club in Bedford.
Bei den Olympischen Spielen 1972 in München trat Brinkley in sechs Disziplinen an, er startete über alle Freistildistanzen, über 200 Meter Schmetterling und mit der 4-mal-200-Meter-Freistilstaffel. Mit der Staffel in der Aufstellung Brian Brinkley, John Mills, Michael Bailey und Colin Cunningham erreichte er den Endlauf und belegte den achten Platz. Über 400 Meter Freistil qualifizierte er sich für sein einziges Einzelfinale. Mit vier Sekunden Rückstand auf die Bronzemedaille schlug er als Sechster an, nach der Dopingdisqualifikation von Rick DeMont aus den Vereinigten Staaten rückte er auf den fünften Rang vor. 1973 trat Brinkley bei den ersten Weltmeisterschaften im Schwimmen, den Weltmeisterschaften in Belgrad, in sechs Disziplinen an und verpasste lediglich über 200 Meter Lagen das Finale. Zunächst belegte er den fünften Platz über 200 Meter Freistil. Es folgten der siebte Platz über 400 Meter Lagen und der vierte Platz über 200 Meter Schmetterling. Die britische 4-mal-200-Meter-Freistilstaffel mit Brian Brinkley, Raymond Terrell, Colin Cunningham und Gordon Downie erreichte den siebten Platz. Und schließlich schwamm die britische 4-mal-100-Meter-Lagenstaffel mit Brinkley, Martin Edwards, David Wilkie und Colin Cunningham ebenfalls auf den siebten Platz.
Im Jahr darauf bei den British Commonwealth Games 1974 in Christchurch trat Brinkley in sechs Disziplinen an und gewann sechs Medaillen. Er siegte über 200 Meter Schmetterling und gewann sowohl über 200 Meter Lagen hinter dem für Schottland startenden David Wilkie als auch über 400 Meter Lagen hinter dem Neuseeländer Mark Treffers die Silbermedaille. Eine weitere Silbermedaille erhielt er mit der englische 4-mal-200-Meter-Freistilstaffel. Hinzu kamen zwei Bronzemedaillen mit der 4-mal-100-Meter-Freistilstaffel und mit der 4-mal-100-Meter-Lagenstaffel. Bei den Europameisterschaften 1974 in Wien erschwamm Brinkley über 200 Meter Schmetterling die Silbermedaille hinter dem Ungarn András Hargitay. Es folgten der siebte Platz über 200 Meter Freistil, der fünfte Platz über 100 Meter Schmetterling und der vierte Platz über 400 Meter Freistil. Zum Abschluss schwammen Colin Cunnigham, David Wilkie, Stephen Nash und Brian Brinkley als Lagenstaffel auf den zweiten Platz hinter der deutschen Staffel.
1975 erreichte Brinkley bei den Weltmeisterschaften in Cali in fünf Disziplinen das Finale und gewann vier Medaillen. Er wurde Sechster über 100 Meter Schmetterling. Über 200 Meter Freistil erschwamm er Bronze hinter Tim Shaw und Bruce Furniss aus den Vereinigten Staaten. Ebenfalls Dritter wurde er über 200 Meter Schmetterling hinter Bill Forrester aus den Vereinigten Staaten und Roger Pyttel aus der DDR. Die britische 4-mal-200-Meter-Freistilstaffel mit Alan McClatchey, Gary Jameson, Gordon Downie und Brian Brinkley gewann die Silbermedaille hinter der Staffel aus der Bundesrepublik Deutschland. Schließlich erhielt die britische 4-mal-100-Meter-Lagenstaffel mit James Carter, David Wilkie, Brian Brinkley und Gordon Downie die Bronzemedaille hinter der Staffel aus den Vereinigten Staaten und dem westdeutschen Quartett. Bei den Olympischen Spielen 1976 in Montreal schwamm Brinkley auf den sechsten Platz über 200 Meter Schmetterling. Tags darauf verpasste Brinkley als Neunter der Vorläufe die Finalteilnahme über 200 Meter Freistil. Die 4-mal-200-Meter-Freistilstaffel mit Alan McClatchey, David Dunne, Gordon Downie und Brian Brinkley erkämpfte die Bronzemedaille hinter den Staffeln aus den USA und aus der Sowjetunion, aber vor den beiden deutschen Staffeln. Die Lagenstaffel mit James Carter, David Wilkie, John Mills und Brian Brinkley hatte als viertschnellste Staffel beim Anschlag über zwei Sekunden Rückstand auf die Drittplatzierte deutsche Staffel.